# George Quirinus Vitzthum von Eckstädt
George Quirinus Vitzthum von Eckstädt, auch Georg Quirin Vitzthum von Eckstedt, (* 1663; † 13. Mai 1740 in Dresden) war ein deutscher königlich-polnischer und kurfürstlich-sächsischer Kammerherr und Oberrechnungsrat.

## Leben
Er stammte aus der Linie Kannawurf des thüringischen Adelsgeschlechts Vitzthum von Eckstädt. Sein Vater war Johann George Vitzthum von Eckstädt auf Kannawurf, Dompropst des Hochstifts Merseburg.
Wie viele seiner Familienmitglieder schlug auch er eine Verwaltungslaufbahn am kursächsischen Hof der Wettiner in der Residenzstadt Dresden ein.
Seit 1727 war George Quirinus Vitzthum von Eckstädt Mitbelehnter des Rittergutes Tiefensee und an den Gütern Neuhaus und Petersroda, nachdem deren Besitzer Friedrich Graf Vitzthum von Eckstädt verstorben war. Seit 1731 war er außerdem gemeinem mit Friedrich Wilhelm Vitzthum von Eckstädt Mitbelehnter des Gutes Wenigenvargula, das sein Vetter Hartmann Vitzthum von Eckstädt käuflich von seiner Ehefrau Catharina Sophia geborene von Daßel erworben hatte.
George Quirinus Vitzthum von Eckstädt starb an Katarrhalischem Fieber am 13. Mai 1740 und wurde fünf Tage später in der Ratsgruft auf dem St. Johannisfriedhof in Dresden mit gewöhnlichem Zeremoniell und Glockenläut beigesetzt.

## Familie
Verheiratet war George Quirinus Vitzthum von Eckstädt mit Sophia Amalia Maria geborene von Vieck aus dem Hause Weitendorf. Nach deren Tod heiratete er die Tochter des Oberjägermeisters von Leubnitz, die ihren Gatten überlebte.
Als einzigen Sohn hinterließ er George Friedrich Vitzthum von Eckstädt, der damals als Hauptmann im Dienst des Königs von Dänemark stand. Dessen Schwester Hedwig Elisabeth Sophia verwitwete von Löben war Hofmeisterin am Stift Joachimstein.